# Luxóvio
Luxóvio (em latim: Luxovius; Luxovios), na religião galo-romana, era o deus das águas de Luxóvio (atual Luxeuil), consorte de Bricta, que era cultuado na Gália (atual França). Etimologicamente seu nome pode ser associado a luz. O santuário da nascente termal em Lexeuil produziu evidência de culto de outras deidades, incluindo o cavaleiro-do-céu que carrega uma roda solar e Apolo e Sirona.

## Inscrições
Luxóvio está gravado nas duas seguintes inscrições, ambas de Luxeuil-les-Bains:[carece de fontes?]
[Lus]soio / et Brictae / Divixti/us Cons/tans / v(otum) s(olvit) <l=T>(ibens) m(erito)
"Para Luxóvio e Bricta, Divíscio Constante livre e merecidamente cumpriu seu voto." (CIL 13, 05425)
Luxovio / et Brixtae / G(aius) Iul(ius) Fir/manus / v(otum) s(olvit) l(ibens) m(erito)
"Para Luxóvio e Bricta, Caio Júlio Firmante livre e merecidamente cumpriu seu voto." 
(AE 1951, 00231; CIL 13, 05426)